# Ryan Gibbons
Ryan Gibbons (13 d'agost de 1994) és un ciclista sud-africà professional des del 2016 i actualment al Lidl-Trek. En el seu palmarès destaca la general del Tour de Langkawi de 2017 i el campionat nacional en ruta de 2020.

## Palmarès
- 2017
  - 1r al Tour de Langkawi i vencedor d'una etapa
- 2020
  -  Campió de Sud-àfrica en ruta
- 2021
  -  Campió de Sud-àfrica en contrarellotge
  -  Campió d'Àfrica de ciclisme en ruta
  -  Campió d'Àfrica de ciclisme en contrarellotge
  - 1r al Trofeu Calvià
- 2024
  -  Campió de Sud-àfrica en ruta
  -  Campió de Sud-àfrica en contrarellotge

### Resultats al Giro d'Itàlia
- 2017. No surt (16a etapa)
- 2018. 84è de la classificació general
- 2019. 91è de la classificació general
- 2023. 68è de la classificació general

### Resultats a la Volta a Espanya
- 2018. 82è de la classificació general

### Resultats al Tour de França
- 2020. 121è de la classificació general